# Бухарец (шхуна)
«Бухарец» — парусно-винтовая шхуна Каспийской флотилии Российской империи.

## Описание шхуны
Парусно-винтовая трёхмачтовая шхуна водоизмещением 409 тонн. Длина шхуны между перпендикулярами составляла 45,72 метра, ширина с обшивкой — 7,62 метра. На судне была установлена паровая машина мощностью 60 номинальных лошадиных сил. В 1860—1870 годах вооружение состояло из четырёх 6-фунтовых и одной 1-фунтовой пушки, а также одного 10-фунтового «единорога», в военное время — из одной 30-фунтовой пушки № 1 и четырёх 24-фунтовых карронад.

## История службы
Шхуна «Бухарец» была заложена в 1858 году на Нижегородской машинной фабрике, в том же году судно было спущено на воду и вошло в состав Каспийской флотилии России. Строительство вёл кораблестроитель подполковник корпуса корабельных инженеров М. М. Окунев. В кампанию 1859 года из Астрахани в Нижний Новгород был командирован капитан-лейтенант И. П. Левицкий для приемки двух шхун «Бухарец» и «Курд», который и осуществил их проводку по внутренним путям в Астрахань.
В кампанию 1860 года несла службу при Астрабадской станции и выходила в плавания в Каспийское море.
В кампанию 1861 года помимо службы при Астрабадской станции совместно со шхунами «Хивинец» и «Курд» использовалась для охраны Эмбенских вод.
В кампанию 1862 года совершала плавания между портами Каспийского моря и несла службу у Астрабадской станции.
В 1863 году выходила в плавания в Каспийское море для проведения его съемки и промеров.
В кампании 1864 и 1865 годов находилась при Астрабадской станции. С 1868 по 1871 год также состоя при Астрабадской станции принимала участие в действиях судов флотилии в Красноводском заливе, а в кампанию 1871 года также выходила в плавание в Каспийское море. В кампании с 1872 по 1875 год выходила в плавания по Волге и в Каспийское море.
Шхуна «Бухарец» была исключена из списков судов флотилии 8 (20) марта 1875 года.

## Командиры шхуны
Командирами парусно-винтовой шхуны «Бухарец» в составе Российского императорского флота в разное время служили:
- капитан-лейтенант И. П. Левицкий (1859 год)[5];
- лейтенант Л. К. Товастшерно (1860—1865 годы)[16];
- капитан-лейтенант А. А. Ратьков-Рожнов (1865 год)[17];
- капитан-лейтенант князь К. И. Кекуатов (1868—1875 годы)[18].